# Mordellistena tenuimanus
Mordellistena tenuimanus es una especie de coleóptero de la familia Mordellidae.

## Distribución geográfica
Habita en Kumaon.